# Myiagra oceanica
Monarca-oceânico ou papa-moscas-de-chuuk (Myiagra oceanica) é uma espécie de ave da família Corvidae.
É endémica da Micronésia.